# Liste der Monuments historiques in Échenon
Die Liste der Monuments historiques in Échenon führt die Monuments historiques in der französischen Gemeinde Échenon auf.

## Liste der Objekte
| Bezeichnung                  | Beschreibung                               | Standort                                    | Kennzeichnung | Schutzstatus | Datum | Bild |
| ---------------------------- | ------------------------------------------ | ------------------------------------------- | ------------- | ------------ | ----- | ---- |
| Pietà                        | Kalkstein, 16. Jahrhundert                 | in der Kapelle Notre-Dame-de-Pitié (Lage)   | PM21001024    | Classé       | 1962  |      |
| Inschriftentafel             | Kalkstein, bezeichnet 1537                 | in der Kapelle Notre-Dame-de-Pitié (Lage)   | PM21001025    | Classé       | 1964  |      |
| Skulptur Johannes der Täufer | Kalkstein, farbig gefasst, 15. Jahrhundert | außen an der Kirche St-Jean-Baptiste (Lage) | PM21001026    | Classé       | 1962  |      |